# Inge Hornstra
Inge Hornstra es una actriz australiana conocida por haber interpretado a Allie Matts en la serie Heartbreak High y a Sandra Kinsella en el drama australiano Mcleod's Daughters.

## Biografía
Sus padres son neerlandeses, su madre emigró a Australia en 1946 y su padre en 1961. 
En 1994 se graduó del National Institute of Dramatic Art "NIDA" con una licenciatura en actuación.  
Es muy buena amiga del actor Vince Poletto, a quien conoció en la escuela de actuación.
Inge está casada, el 12 de julio de 2004 la pareja le dio la bienvenida su hija Summer.

## Carrera
Su primer personaje en televisión fue en 1992 en la película The Door. 
De 1995 a 1996 interpretó a Allie Matts en la serie Heartbreak High.
En 1996 interpretó a Tatyana "Tats" Alecsandrien durante 26 episodios en la serie deportiva Sweat, donde compartió créditos con los actores Heath Ledger y Martin Henderson.
También ha participado como actriz invitada en series como Wildside, Water Rats, BeastMaster y Farscape, donde interpretó a la camarera Essk.
Desde el 2002 hasta el 2006 interpretó a la intrigosa, egoísta y nueva esposa de Harry Ryan, Sandra Kinsellas en la exitosa serie australiana Mcleod's Daughters, al principio era un personaje invitado, pero luego se convirtió en unos de los personajes del elenco principal.

## Filmografía

### Series de Televisión
| Año         | Título             | Personaje                    | Notas                           |
| ----------- | ------------------ | ---------------------------- | ------------------------------- |
| 2002 - 2006 | Mcleod's Daughters | Sandra Kinsella              | 49 episodios                    |
| 2002        | Farscape           | Essk                         | episodio "I-Yensch, You-Yensch" |
| 2001        | BeastMaster        | Nadeea                       | episodio "Serpent's Kiss"       |
| 2001        | Head Start         | Rhonda                       | episodio "Seeing Is Believing"  |
| 1998 - 2000 | Water Rats         | Carly Herbert/Margie Goodwin | 3 episodios                     |
| 1998        | Wildside           | Ellen Douglas                | 3 episodios                     |
| 1997        | Murder Call        | Bliss Bridie                 | episodio "Something Wicked"     |
| 1997        | Big Sky            | Debbie                       | episodio "It Only Takes One"    |
| 1996        | Sweat              | Tatyana "Tats" Alecsandri    | 26 episodios                    |
| 1995 - 1996 | Heartbreak High    | Allie Matts                  | 33 episodios                    |
| 1995        | G.P.               | Kim Garland                  | episodio "You Say Potato"       |

### Películas
| Año  | Título                    | Personaje       | Notas |
| ---- | ------------------------- | --------------- | --- |
| 2014 | Locks for Love            | Kate            | junto a Aaron Jeffery, Zoe Naylor, Les Hill, Ron Haddrick, Damian de Montemas y Ryan Hayward                |
| 2005 | BlackJack: Ace Point Game | Kylie           | junto a Colin Friels, Craig McLachlan y Doris Younane                                                       |
| 2003 | BlackJack                 | Carmen          | junto a Colin Friels, Sarah Enright y Doris Younane                                                         |
| 1998 | Chameleon                 | Agente Hudson   | junto a Bobbie Phillips, Eric Lloyd, Jerome Ehlers, Nicholas Bell, Anthony Simcoe, John Adam y Laurie Foell |
| 1998 | Never Tell Me Never       | Enfermera Silla | - |
| 1992 | The Door                  | Hija            | corto - junto a Barry Otto                                                                                  |

### Teatro
| Año  | Obra     | Personaje | Director (a)         | Teatro         | Notas                                                                 |
| ---- | -------- | --------- | -------------------- | -------------- | --------------------------------------------------------------------- |
| 1994 | Appetite | -         | Jasmin Forbes-Watson | Fairfax Studio | junto a Rachael Blake, Bridie Carter, Sophie Heathcote y Martin Lynes |